# Buddleja incana
Buddleja incana ist eine Pflanzenart der Gattung Sommerflieder (Buddleja) in der Familie der Braunwurzgewächse (Scrophulariaceae). Sie ist in den Anden heimisch.

## Beschreibung

### Vegetative Merkmale
Buddleja incana wächst als Baum, der Wuchshöhen von 7 bis 15 Metern erreicht. Die Rinde der Zweige ist weißlich behaart. Die Laubblätter sind länglich, lanzettlich und leicht gezähnt. Die Nebenblätter sind gerandet.

### Generative Merkmale
In köpfchenförmigen Blütenständen stehen viele Blüten zusammen. Die Blüten sind vierzählig mit doppelter Blütenhülle. Der Kelch ist scharf gezähnt. Die weiße bis gelbe Blütenkrone ist offen.

## Trivialnamen
Auf Quechua heißt die Art kiswar (so in allen Dialekten Perus und Boliviens), im Kichwa Ecuadors kishwar und auf Aymara kiswara. Davon leiten sich die spanischen Bezeichnungen quisoar, quisuar und quishuar (sprich: kisuar) ab. Diese Namen werden allerdings – teilweise in Zusammensetzungen wie puna kiswar (Buddleja coriacea) – auch für andere Sommerfliederarten verwendet. Zur Unterscheidung wird Buddleja incana deshalb angesichts ihrer relativen Größe auch als hatun kiswar („großer Sommerflieder“) bezeichnet.

## Verbreitung
Buddleja incana wächst in den Anden (Bolivien, Peru, Ecuador und Kolumbien) in einer Höhenlage von 2500 bis 3600 Metern, was nach Javier Pulgar Vidal der Höhenzone Quechua entspricht.
Kiswar war zur Zeit der Inka der wichtigste Forstbaum (mallki im Gegensatz zu wild wachsenden Bäumen sach'a). Seitdem ist der Bestand an Kiswar durch Nutzung für Feuerholz, Bauholz und Überweidung stark zurückgegangen. Ortsnamen im Andenraum zeugen vom einstigen Vorkommen des Baumes in Gebieten, an denen er heute nicht mehr zu finden ist.
Buddleja incana ist zusammen mit ebenfalls einheimischen Polylepis- und Escallonia-Arten, Schinus molle und Buddleja coriacea für Wiederaufforstungsmaßnahmen im Andenraum vorgesehen.

## Verwendung
Buddleja incana wird wegen ihres besonders harten Holzes geschätzt, aus dem traditionell Werkzeuge hergestellt werden, so etwa „Fußpflug“ (chakitaklla), aber auch Löffel und Kellen oder Schüsseln zur Chicha-Herstellung. Die Inkas schnitzten auch zeremonielle Gegenstände wie Figuren und Holzbecher (qiru), die mitunter in großer Zahl als Opfergaben verbrannt wurden.
Die Blätter werden traditionell für Umschläge bei Zahnschmerzen verwendet; ihr Aufguss dient als Diuretikum. Die Blüten werden unter dem Namen Flor blanca (direkt übersetzt „Weiße Blume“) als Naturheilmittel bei Scheidenausfluss gehandelt.

## Systematik
Die Erstbeschreibung von Buddleja incana erfolgte 1798 durch die spanischen Botaniker Hipólito Ruiz López und José Antonio Pavón y Jiménez. Synonyme für Buddleja incana Ruiz & Pav. sind: Buddleja bullata Kunth, Buddleja incana var. pannulosa Diels, Buddleja longifolia Kunth, Buddleja rugosa Kunth.